# Sécheresse de 2022 en France métropolitaine
Pour un article plus général, voir Sécheresse de 2022 en Europe.

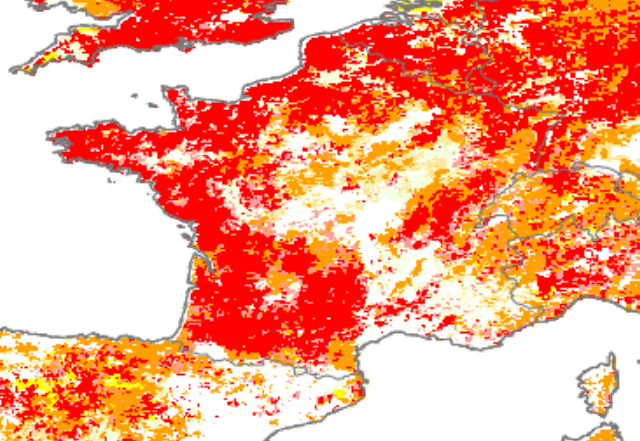
État de la sécheresse en France au 21 septembre 2022, issue de l'observatoire européen de la sécheresse s'appuyant sur les données du programme Copernicus.
Vigilance : déficit de précipitations.
Alerte : déficit d'humidité des sols.
Crise : stress de la végétation consécutif au déficit de pluie et d'humidité des sols.

La sécheresse de 2022 en France métropolitaine est un aléa naturel pluriannuel, favorisé par le réchauffement climatique anthropique, de type sécheresse qui se déroule sur le territoire national de mai 2022 à l'automne de la même année. Cet événement a concerné également l'ensemble de l'Europe. Même si la période d'étiage s'est réduite en l'hiver 2022-2023, la période de recharge est insuffisante, et les restrictions se multiplient, conduisant à une nouvelle sécheresse en 2023.
Cette situation résulte d’un déficit pluviométrique dès l'hiver 2021-2022 qui s’est poursuivi par un printemps et un début d’été marqués également par de faibles pluies, conjugué à plusieurs vagues de chaleurs importantes qui ont contribué à assécher les sols. Cette sécheresse est à la fois pluviométrique (le déficit constaté est le plus important après celui de 1976), agricole (la plus importante depuis 1958) et hydrologique (les assecs de cours d'eau sont très nombreux et les nappes souterraines sont à des niveaux bas).
De très importants incendies, qualifiés pour certains de mégafeux, se sont déclenchés, principalement en Gironde mais aussi en Bretagne, dans la Drôme et dans l'Aveyron. La surface brûlée en France, plus de 62 000 hectares incendiés au 20 août, est 7,5 fois supérieure à la moyenne annuelle des quinze années précédentes (2006-2021), mais reste inférieure à celle de 1976 (104 000 hectares brulés sur l'année, dont 88 000 durant l'été).. L’agriculture a été affectée du fait de la sécheresse des sols mais aussi par les interdictions d’irrigation qui en ont résulté.
La gestion de cet événement par les services de l'État et les collectivités est marquée par la mise en œuvre de l’organisation définie dans le décret de 2021, à savoir la surveillance puis le déclenchement d’alertes suivies d’arrêtés départementaux de restrictions temporaires des usages de l’eau. Au plus fort de l’événement 93 départements sont concernés par une restriction au-delà de la vigilance, sur au moins une partie du territoire : 3 sont en alerte, 12 en alerte renforcée et 78 en crise.
L'événement suscite de nombreux questionnements sur les sécheresses à venir, les moyens pour les anticiper et pour y faire face. Des polémiques interviennent notamment sur les piscines, les jets privés, l’arrosage de terrains de sports. Dans ce cadre, le gouvernement engage à l’automne des réflexions pour l’élaboration du troisième plan national d'adaptation au changement climatique pour la période 2023-2028.

## Évolution météorologique

### Hiver 2021-2022
L’hiver 2021-2022 est majoritairement doux, sec et plutôt ensoleillé. Les perturbations ont été peu fréquentes sur le sud du pays mais se sont accompagnées de fortes chutes de neige et de précipitations abondantes sur les Pyrénées début décembre puis début janvier, provoquant d’importantes crues et inondations des Landes et des Pyrénées-Atlantiques à l'Ariège.
Les températures sont restées très douces pour la saison une grande partie de l’hiver. À l’échelle de la France et de la saison, la température moyenne de 6,6 °C a été supérieure à la normale 1981-2010 de 1,2 °C.
En moyenne sur la France, le déficit pluviométrique a dépassé 10 %. Le déficit a souvent dépassé 50 % du Languedoc-Roussillon aux Cévennes ainsi que du Var aux Alpes-Maritimes et sur l’est de la Corse. Il a été localement supérieur à 80 % sur l’Hérault et le littoral oriental de la Haute-Corse. Cet hiver se classe ainsi parmi les dix hivers les plus secs sur la période 1959-2022 sur la région PACA, le Languedoc-Roussillon et la Corse.

### Printemps 2022
Le printemps 2022 se classe au troisième rang des plus chauds sur la période 1900-2022 avec une température moyenne à l’échelle de la France de 13,2 °C, supérieure à la normale 1981-2010 de 1,6 °C, derrière 2011 et 2020 (ex æquo 2007). Le mois de mai a en particulier été anormalement chaud et sec avec une température moyenne de 17,8 °C, supérieure à la normale de 2,7 °C, plaçant ce mois de mai au 1er rang des mois de mai les plus chauds depuis 1900, devant mai 2011 (+ 1,9 °C).
Concernant les précipitations, après un hiver déjà peu arrosé, le manque de pluie s’est poursuivi : avec 45 % de déficit de précipitations, le printemps 2022 est également le 3e le plus sec depuis 1959. Le déficit a dépassé par endroits 60 % sur le Massif central, le long du couloir rhodanien et près de la frontière belge. En revanche, les cumuls ont été localement excédentaires sur l’est de la Corse. Pour Christian Viel, climatologue à Météo-France, la sécheresse exceptionnelle qui sévit en juillet et août résulte de la conjugaison de deux facteurs principaux : « Le premier déficit de pluies a eu lieu au pire moment, au moment de la recharge des nappes pendant l’hiver, de septembre à mars, et a été suivi d’un printemps extrêmement sec avec des températures très élevées, ce qui nous conduit à des conditions très sèches à présent. ».

### Été 2022
Après un début de mois de juin globalement chaud, une vague de chaleur de forte intensité s'installe sur l’ensemble de pays du 15 au 19 juin, perdurant sur les régions de l’Est jusqu’au 21. De nombreux records de chaleur et de douceur nocturne sont battus. Cette canicule est la plus précoce observée en France.
| Nombreux records.                                                                           |
| ------------------------------------------------------------------------------------------- |
| 40 °C les plus précoces jamais mesurés (plus de 40 °C le 16 juin à Saint-Jean-de-Minervois) |
| 40 °C atteint dans le Finistère nord                                                        |
| 30 °C sur l'île de Ouessant                                                                 |
| 40 °C en en juin, en juillet et en août à Nîmes, (série inédite).                           |
| 56 nuits tropicales à Nice                                                                  |

Le mois de juillet est marqué par une vague de chaleur particulièrement intense du 12 au 25. À l’échelle de la France, avec une température moyenne de 23.2 °C soit 2.1 °C de plus que la normale, juillet 2022 se classe au troisième rang des mois de juillet les plus chauds depuis le début de XXe siècle, derrière juillet 2006 (+3.3 °C) et juillet 1983 (+2.3 °C), ex-æquo avec juillet 2018. Il se classe même au deuxième rang en ce qui concerne la température maximale moyenne avec 30.0 °C soit 3.4 °C au-dessus de la normale, derrière juillet 2006 (+3.9 °C). Le 18 a été la journée la plus chaude jamais enregistrée en France tous mois confondus avec une température maximale moyenne de 37.6 °C soit 10.8 °C de plus que la normale. De nombreux records absolus ont été battus.
Sur le plan pluviométrique, un déficit de près de 85 % par rapport à la normale 1981-2010 est constaté en juillet. Ce mois est ainsi le plus sec sur la période 1959-2022 à l’échelle nationale. Il se classe au second rang des mois les plus secs tous mois confondus derrière mars 1961, déficitaire de près de 90 % avec 7,8 mm en moyenne sur le pays.
Sur le plan hydrologique, après le mois de juin, la situation tend toujours à se dégrader au mois de juillet. Le nombre de stations hydrométriques présentant un débit moyen mensuel proche ou supérieur à la normale reste toujours inférieur à 10 %, avec seulement 8 % des stations présentant une hydraulicité supérieure à 80 % du débit moyen interannuel rencontré sur le mois de juillet (valeur identique en juin). Près de la moitié des stations présentent une hydraulicité inférieure à 40 %, la situation étant particulièrement critique en Auvergne-Rhône-Alpes, PACA et Pays de la Loire et qui s’aggrave désormais en Bretagne, Lorraine et Bourgogne-Franche-Comté.
Les réserves sont au plus bas fin août de sorte que des centaines de petites communes, mais aussi des villes comme Besançon, Chambéry, Chartres, Gérardmer (Vosges) ou Nantes, ont connu ou connaissent encore des situations de tension pour leur alimentation en eau potable. Au 1er septembre, environ un cinquième des canaux et des rivières était concerné par des restrictions d’usage et près de 1 000 km étaient fermés à la navigation (14,8 % du réseau).

### Automne 2022
Au mois de septembre, à la suite des nombreux passages pluvieux, la sécheresse extrême des sols superficiels s’est atténuée sur une grande partie du pays mais est restée sévère par endroits au nord de la Seine, sur la façade atlantique, le pourtour méditerranéen ainsi que le nord et l’est de la Corse. Mais comme les sols continuent d'être extrêmement compacts et secs, ils favorisent le ruissellement, au détriment de l’infiltration de l’eau, condition nécessaire pour recharger les nappes, qui jouent le rôle de réserves souterraines. Le BRGM pronostique qu’à l’entrée de l’hiver 2022-2023, les niveaux des nappes seront nettement inférieurs à ceux de l’année précédente et recommande de maintenir les restrictions d’usage de l’eau. Au 15 septembre, 96 départements – la totalité de la métropole, Paris y compris –sont en état de vigilance, d’alerte ou pire, dont 77 sont en crise.
Le mois d'octobre est extrêmement chaud et assez sec sur la France, ce qui est problématique du point de vue de la lutte contre la sécheresse. La sécheresse des sols superficiels réapparait, et les nappes ne se rechargent pas. Les restrictions d'utilisation d'eau sont encore nombreuses dans le pays. Dans le Roussillon, une sécheresse extrême se poursuit.
En novembre, la pluie revient sur la plupart des régions, mais le bilan est mitigé : si les côtes de la Manche et la façade atlantique recueillent beaucoup plus de pluie qu'à l'accoutumée, les deux tiers est du pays ne reçoivent pas tout à fait assez de pluie, et la recharge des nappes est donc peu efficace. Néanmoins, la sécheresse des sols superficiels a beaucoup diminué, voire disparu, dans la plupart des régions, hormis le Roussillon, qui subit toujours une sécheresse extrême.

### Hiver 2022-2023
Décembre 2022 renoue avec un temps globalement sec sur le pays, hormis sur le Sud-Est, qui observe beaucoup de précipitations sur le mois. Le Roussillon continue à subir une très forte sécheresse (déficit pluviométrique de 77 % à Perpignan).
En janvier 2023, le Sud-Ouest du pays retrouve les conditions pluvieuses, tandis que le Centre-Est, et surtout le Sud-Est, restent à l'écart des précipitations. Le Nord du pays reçoit globalement des accumulations de pluie normales. Il ne tombe que 1,6 mm à la station de Marseille-Marignane, ce qui est proche du record absolu de sécheresse en janvier.
Février 2023 est un mois extrêmement sec sur la plupart du pays. La sécheresse des sols superficiels réapparait, alors qu'il n'a pas plu une goutte dans la plupart des régions pendant 30 jours,. Les inquiétudes sont grandissantes quant à l'état des nappes à la fin de la saison de recharge, qui sont toujours très basses comparé aux moyennes ; elles sont même plus basses qu'à la fin de l'hiver précédent.

### Printemps 2023
L'hiver n'ayant pas connu de période de recharge, le printemps est le moment où les plantes commencent leur processus d'évapotranspiration. L'eau ne peut plus s'écouler comme elle pouvait le faire en hiver. Cependant, des pluies printanières pourraient venir limiter la période d'étiage, mais la France débute donc le printemps avec beaucoup d'incertitudes et de vulnérabilités hydrologiques. Les restrictions d'eau se sont en effet multipliées.
Dans le Roussillon, qui semble toujours être la région la plus éprouvée par la sécheresse, un feu de forêt de grande envergure se déclenche entre Cerbère et Banyuls-sur-Mer à la mi-avril, détruisant des habitations et forçant des habitants à se réfugier sur les plages.
Les précipitations retrouvent des niveaux normaux, comparées aux 25 dernières années, à partir de début mars.

## Caractérisation de la sécheresse 2022

### Sécheresse météorologique
Le déficit pluviométrique constaté est important, mais toutefois inférieur à celui de 1976 : 294,2 millimètres de pluie jusqu’au 7 août, contre 332,5 mm en moyenne en 1976. Toutefois une plus forte chaleur a largement contribué à l’assèchement des sols : « Les températures du printemps 2022 [avril à juillet] étaient supérieures de 1,7 °C en moyenne à celles du printemps 1976, ce qui a amplifié le phénomène d’évaporation ». Le mois de juillet 2022 est ainsi le plus sec jamais enregistré depuis 1959, soit le début des mesures. Selon les données de Météo France, il n’a plu que 9,7 millimètres entre le 1er et le 31 juillet 2022, contre 90,8 mm en 2021, soit dix fois plus. Les précédents records à la baisse de précipitations au mois de juillet étaient 1963 (24,7 mm), 1967 (29,4 mm), 1979 (27,5 mm) et 2019 (16,7 mm).

Cumul de pluie au mois de juillet en France entre 1959 et 2022 (en millimètres de pluie).

En moyenne sur la France, le déficit pluviométrique devrait dépasser 20 %. Cet été se classe parmi les dix étés les plus secs sur la période
1959-2022 à l’échelle de la France.

### Sécheresse agricole: jamais vu depuis 1958
L'indice d’humidité des sols, qui est l’un des indicateurs de la sécheresse, est en dessous du niveau de la normale (valeur moyenne sur la période 1991-2020) depuis le 19 janvier, et la situation n’a cessé de se dégrader depuis. Depuis le 17 juillet, cet indice a atteint le record du niveau de sécheresse lors du même jour des années précédentes. Et depuis le 6 août 2022, il a même dépassé le record national absolu de sécheresse observé depuis 1958, au-delà du niveau de l’été très sec de 1976
.

### Sécheresse hydrologique et hydrogéologique

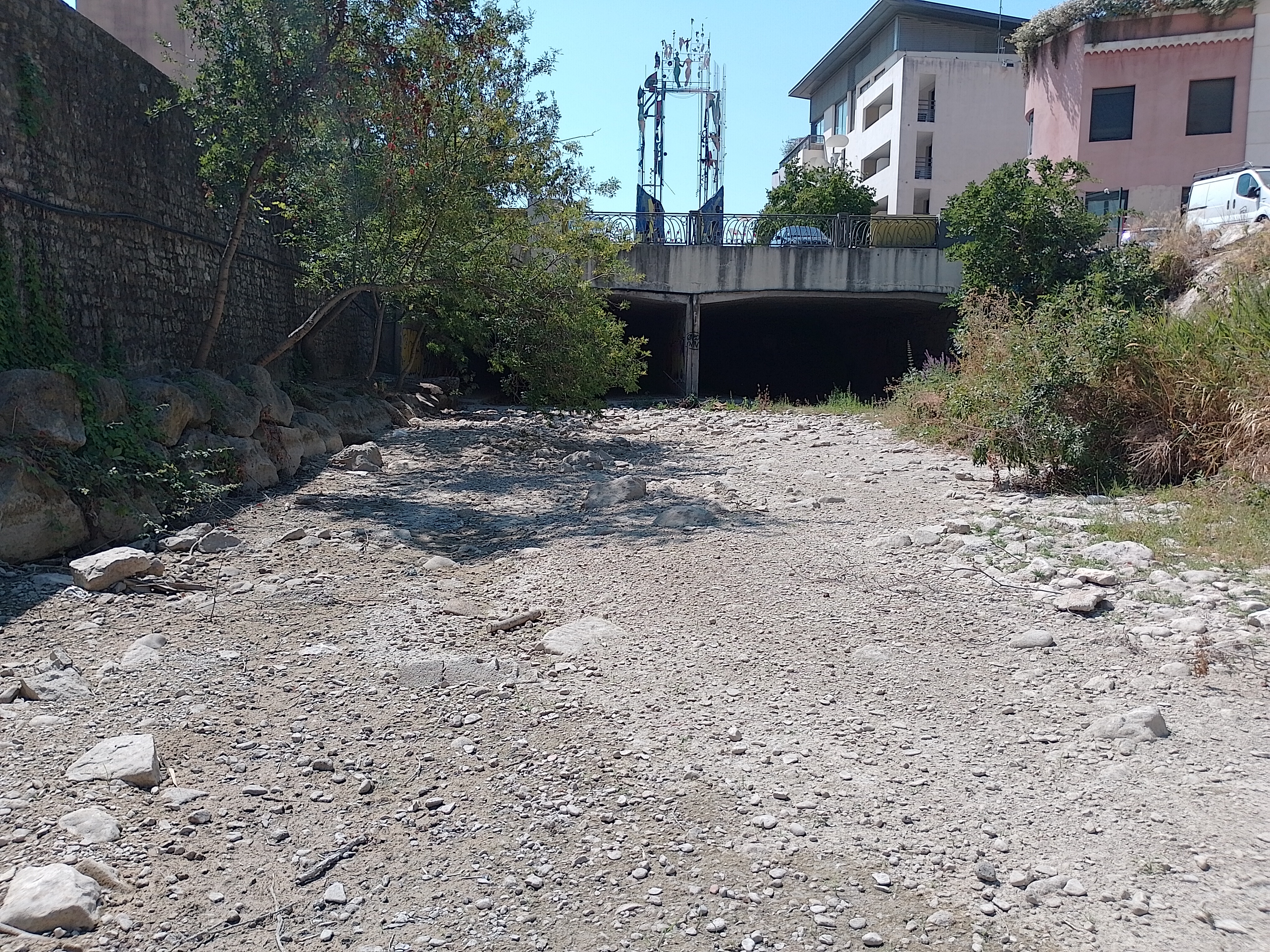
Le cours du fleuve Huveaune asséché à Aubagne, juillet 2022.

Les eaux superficielles sont particulièrement affectées par la sécheresse. Au cours de l’été, de nombreux petits cours d'eau de France métropolitaine voient leur débit baisser. La hauteur d'eau diminue, la température de l'eau augmente, sa qualité se dégrade et la vie qu'elle abrite est modifiée. En juillet, près de la moitié des stations présentent un débit inférieur à 40 % à la moyenne interannuelle, la situation étant particulièrement critique en Auvergne-Rhône-Alpes, PACA et Pays de la Loire et qui s’aggrave désormais en Bretagne, Lorraine et Bourgogne-Franche-Comté.
Concernant les eaux souterraines, le bulletin présentant la situation hydrogéologique au 1er août 2022 établi par le BRGM fait état d'une situation demeurant préoccupante pour un grand nombre de nappes qui affichent des niveaux bas à très bas. La situation est particulièrement inquiétante, avec des niveaux localement très bas notamment au centre-ouest (Poitou, Brenne, Maine, Touraine) et au sud-est (Bas-Dauphiné, Provence et Côte d’Azur). Les tendances des nappes affichées pour le mois d'août sont orientées vers la baisse. Les pluies ne devraient pas réussir à s’infiltrer en profondeur. En effet, les sols extrêmement secs favorisent le ruissellement. Les pluies efficaces réussissant à s’infiltrer devraient permettre d’humidifier les sols et profiter à la végétation, et ne pourront probablement pas atteindre les nappes.

## Gestion des événements

### Anticipation et suivi
Le comité d'anticipation et de suivi hydrologique (CASH), créé par le décret du 23 juin 2021 en vue notamment de mieux anticiper et gérer les épisodes de sécheresse en métropole et dans les territoires ultramarins,, se réunit plusieurs fois.
La première réunion a lieu le 16 mars 2022, pour faire le point sur l’évolution de la situation hydrologique depuis la fin de l’été 2021 et la recharge des nappes. Le comité prend connaissance des indicateurs communiqués par Météo-France, notamment un déficit moyen de pluviométrie d'environ 16 % par rapport à la normale, pour la période de septembre 2021 à février 2022 (à l'exception des départements pyrénéens) et par le BRGM concernant les nappes phréatiques qui précise qu’ en février, leurs niveaux sont généralement sous les normales mensuelles, de modérément bas à bas. Devant ce constat, Bérangère Abba, secrétaire d'État chargée de la biodiversité auprès de la ministre de la Transition écologique, annonce la tenue, en avril, d’un exercice national de gestion de crise, sur la base d'un scénario d'épisode de sécheresse intense consécutif à une canicule.
La deuxième qui se tient le 18 mai constate que l’été 2022 pourrait être marqué par des étiages ou des baisses de nappes marquées sur la totalité du territoire et que les régions Provence-Alpes-Côte-d'Azur, Auvergne-Rhône-Alpes, le nord de la Nouvelle Aquitaine, Pays de la Loire et Centre-Val de Loire pourraient être particulièrement touchées. Lors de cette réunion l’association France Nature Environnement alerte sur l’augmentation de l'irrigation en France, qui ajoute des pressions sur une ressource en eau déjà gravement menacée. Selon les chiffres du recensement général agricole 2020, la surface agricole utile diminue, mais la part de surface agricole utile irriguée a en effet augmenté de 14 % entre 2010 et 2020. Par exemple la région Occitanie, qui connaît déjà de grandes difficultés dans la gestion de l’eau, voit une augmentation de 12,90 % de sa surface agricole utile irriguée.
La réunion du 13 juillet acte l’extrême sécheresse sévissant sur le territoire et rappelle la mobilisation gouvernementale sur le sujet, notamment les réunions de comités ressources en eau organisés au niveau préfectoral, dans l'objectif d'informer rapidement les parties prenantes des mesures de restriction qui seront prises et faciliter leur acceptation et la mobilisation des réseaux de surveillance en lien avec les agences régionales de santé (ARS) avec un point de situation remontant au niveau national chaque semaine.

### Cellule interministérielle de crise
Élisabeth Borne active le 5 août une cellule interministérielle de crise (CIC). Les préfets ont ainsi pour ordre de réunir, dès la semaine suivante, les commissions locales de l'eau « afin d'organiser un dialogue local sur la priorisation des usages (de l'eau dans) chaque zone de tension ». Cette réunion doit permettre d'assurer une remontée d'information régulière par les Préfets de département des zones les plus touchées, d'anticiper l'activation éventuelle des dispositifs ORSEC « eau » pour les agglomérations concernées et de coordonner les mesures de sécurité civile nécessaires (approvisionnement en eau des communes, livraison d'eau potable, etc.).

### Mesures de restriction des usages de l’eau

Niveau de gravité maximal limitant les usages de l'eau par département en vigueur au 12 août 2022 avec 74 départements en crise
Vigilance
Alerte
Alerte renforcée
Crise

#### Bilan national
La cadre réglementaire de la gestion de la sécheresse a été réformé avec le décret du 24 juin 2021. Les préfets coordonnateurs de bassin doivent fixer les conditions de déclenchement des dispositions ainsi que les mesures de restriction temporaires des usages. Ces orientations sont ensuite déclinées dans le cadre d'arrêtés cadres interdépartementaux ou départementaux. Pour gérer efficacement la sécheresse, la France est divisée en zones d’alerte, déterminées comme des ensembles cohérents associés à la ressource en eau. Une zone d’alerte est une unité hydrologique ou hydrogéologique cohérente pour laquelle l’administration est susceptible de prescrire des mesures de restriction. Quatre niveaux d'alerte existent : vigilance, alerte, alerte renforcée et crise.
Au 11 avril, 8 départements ont mis en œuvre de mesures de restrictions des usages de l’eau. À titre de comparaison, sur la même période l’an passé, 2 départements étaient concernés et 3 départements étaient concernés par un arrêté préfectoral de limitation des usages en 2020. Le 12 août, la quasi-totalité du territoire métropolitain est concernée par des restrictions d’eau, avec 73 départements placés en situation de « crise ». Les crispations entre secteurs d’activité se multiplient.
Le 26 août, 93 départements sont concernés par une restriction au-delà de la vigilance, sur au moins une partie du territoire : 78 sont en crise, 12 en alerte renforcée et 3 en alerte. Paris, la Seine-Saint-Denis, et les Hauts-de-Seine restent en vigilance.

#### Exemple du Loiret en 2022
Le Loiret, département dans la région Centre-Val de Loire, est traversé d'est en ouest par la Loire. Son préfet est à la fois préfet du département, préfet de la région et préfet coordonnateur de bassin,. Il constitue à ce titre un bon exemple d'enchaînement des différentes décisions.
Un arrêté d'orientations de bassin concernant le bassin Loire-Bretagne, et notamment celui de la Loire, est pris le 28 janvier 2022. Concernant les mesures coordonnées sur la Loire et l'Allier, le seuil de vigilance est déclenché dès que le débit moyen journalier de la Loire mesuré à Gien devient inférieur ou égal à 60 m3/s, le seuil d'alerte dès 50 m3/s, le seuil d'alerte renforcée dès 45 m3/s et le seuil de crise dès 43 m3/s.
Un arrêté cadre préfectoral départemental est pris le 6 avril 2022. Il définit les zones d’alerte concernées et les stations d’observation, les mesures de restriction ou d’interdiction provisoires de prélèvement dans les eaux superficielles et les eaux souterraines ainsi que des mesures de restriction ou d’interdiction des usages de l’eau et fixe les seuils d’étiage dans chacun des bassins versants concernés, en dessous desquels des mesures de restriction ou d’interdiction des
prélèvements et des usages de l’eau s’appliqueront.
Un arrêté départemental de restrictions temporaires est pris le 1er août 2022. Il constate le franchissement du débit seuil d'alerte sur l'axe Loire et met en œuvre des mesures de limitation provisoire des usages de l'eau dans le Loiret.

Carte des niveaux d'alerte par unité hydrologique dans le Loiret à la date du 3 août 2022.

Le niveau d'alerte dans chacune des unités hydrologiques du Loiret se présentait à la date du 3 août 2022 selon la carte ci-contre. Les débits de la plupart des cours d’eau du département sont sous les valeurs seuils de gestion de la sécheresse. Ainsi :
- les zones Aquiaulne, Beuvron, Sange, Ouanne, Notreure-Ocre, Loire à Gien et Loire à Onzain sont en alerte ;
- les zones Aveyron et Loing amont sont en alerte renforcée ;
- les zones Betz, Cléry, Bec d’Able, Avenelle-Ethelin, Bezonde, Cosson, Ardoux, Fusain, Dhuy-Loiret, Montargois, Milleron, Puiseaux, Ru de Pont Chevron, Solin, Trézée-Ousson et Vernisson sont en crise.

Les axes Loire et Allier, jusque là en alerte, vont passer en situation d’alerte renforcée et les mesures de restriction suivantes seront mises en place :
- Pour les particuliers, entreprises, collectivités, agriculteurs : Interdiction totale de l’arrosage des pelouses, espaces verts, terrains de sport et golfs (sauf pour les green de golf et les jardins potagers pour lesquels l’interdiction est de 8 heures à 20 heures) ;
- Pour les agriculteurs : Interdiction des prélèvements pour l’irrigation 3,5 jours par semaine ou 12 heures par jour (dans le cas d’une gestion des prélèvements par volume ou par débit, une réduction de 50 % doit être atteinte).

Un arrêté départemental complémentaire est pris le 8 août 2022. Il concerne des mesures de limitation provisoire des usages de l’eau en raison de la sécheresse dans le complexe aquifère de Beauce et ses cours d’eau tributaires dans le département du Loiret.

### Mesures de soutien au débit d’étiage des grands fleuves
Pour pallier la diminution du débit de certains fleuves ou grands cours d'eau, des barrages ont une fonction de soutien d'étiage, consistant à ajouter au débit naturel trop faible de la rivière un débit supplémentaire obtenu en déstockant l’eau de la retenue du barrage. Ce débit, au-delà du strict débit réservé, régularise les débits au cours de l’année, améliore la qualité environnementale à l’aval du barrage en maintenant le bon fonctionnement de écosystèmes aquatiques. Avec la sécheresse de 2022, ces lâchers ont été plus précoces et pour certains ont dû être réduits en raison des faibles remplissages.

#### Loire
Les barrages de Naussac (43) et Villerest (42) permettent de régulariser les débits du fleuve Loire avec un apport d’eau, généralement de juin à septembre. Sans ces barrages, le débit naturel de la Loire à Gien (45) n’aurait été que de 10 m3/s lors de l’épisode de sécheresse de 2003 mais grâce à ces deux barrages, un débit de 50 m3/s a pu être maintenu et en 2019, le débit a été maintenu à 60 m3/s en moyenne à Gien et à 15 m3/s sur l’Allier à Vic le Comte.
En 2022, l’étiage hivernal de la Loire s’est prolongé avec un printemps également très sec et des débits particulièrement faibles en amont de Villerest. Dans ce contexte, il a été nécessaire de commencer à déstocker depuis la retenue de Villerest, qui était alors remplie à son maximum réglementaire, dès le début du mois de mai, pour garantir le débit objectif de 12 m3/s à l’aval immédiat de l’ouvrage. Le volume dans la retenue a diminué rapidement pour atteindre du 9 au 23 juin les minimums pour ces dates depuis la mise en service. Des lâchers d’eau quotidiens ont été faits pour chaque barrage afin d’apporter jusqu’à 100 % du débit de l’Allier en amont de Vic-le-Comte (Puy-de-Dôme), 85 % du débit de la Loire à l’aval de Villerest, 60 % à Gien (Loiret) et 30 % à Nantes. Mais, les réserves diminuant, les objectifs ont été fixés à des niveaux bas inédits : 44 m3/s le 2 août et 38 m3/s le 9 août. Cette dernière valeur est inférieure au seuil de crise, limitant l’usage de l’eau aux enjeux les plus prioritaires,.

#### Seine
Le soutien d'étiage de la Seine et de ses affluents est assuré par quatre ouvrages capables de stocker 810 millions de m3 d'eau (retenue normale), gérés par l’EPTB Seine Grands Lacs :
- Le « lac de Pannecière, inauguré en 1949, permet de stocker 80 millions de m3[52].
- le lac-réservoir Seine ou lac d'Orient, mis en service en 1966 et situé dans l'Aube, en Champagne-Ardenne, à une douzaine de kilomètres de Troyes, permet de stocker 208 millions de m3 de capacité normale[53].
- Le lac-réservoir Marne ou lac du Der-Chantecoq, inauguré en 1974 et situé en Champagne-Ardenne, à la limite des départements de la Marne et de la Haute-Marne, a une capacité nominale de 349 millions de m3[54].
- Le « lac-réservoir Aube », composé des lacs Amance et du Temple, mis en service en 1990, a une capacité normale de 170 millions de m3[55].

Le 1er juillet 2022 les lacs-réservoirs totalisent un volume de 707 millions de m³ (88 % de la capacité normale de stockage), inférieur de 2 millions de m³ à l’objectif de gestion et de 92 millions de m³ à l’objectif théorique. Le déstockage du mois de juillet aboutit à la situation suivante au 1er août : le débit cumulé restitué depuis les quatre lacs-réservoirs s’établit à 44 m³/s environ et représente environ 50 % du débit de la Seine observé à Paris-Austerlitz et les lacs-réservoirs totalisent un volume de 610 millions de m³,.

#### Garonne
Le syndicat mixte d’études et d'aménagement de la Garonne (SMEAG), en concertation avec l’État et ses partenaires, a organisé la réalimentation en eau du fleuve Garonne depuis les lacs hydroélectriques pyrénéens gérés par EDF et situés entre 1 500 et 1 900 m d’altitude exceptionnellement tôt en 2022 (depuis le 9 juillet, alors qu’habituellement les premiers lâchers d'eau se font fin juillet, début août). Le contrat de coopération signé entre le SMEAG, l'État, EDF et l’Agence de l'eau Adour-Garonne pour deux premières années expérimentales a été reconduit pour 2022, 2023 et 2024. Il permet de sécuriser et de renforcer le contrat initial qui augmentait de façon significative les moyens, soit un tiers de volume en plus ainsi qu'un doublement du débit d’intervention au plus fort de l’étiage. Au 11 août 2022, un volume de 39 millions de mètres cubes d’eau, soit plus de la moitié du stock disponible, a déjà été lâché à partir de la rivière Ariège pour rejoindre la Garonne en amont de Toulouse. Ces lâchers ont retardé la prise de mesures préfectorales de restrictions,.

#### Charente
Le soutien d'étiage de la Charente est assuré par les barrages de Lavaud-Gelade, construit en 1989 et propriété de l'EPTB Charente, et Mas Chaban, construit en 2000 et propriété du Département de la Charente. Le stock de ces deux barrages est de 21 millions de m3. La campagne de soutien d’étiage 2022 a débuté exceptionnellement tôt le 19 mai, le précédent record d’ouverture datait de 2011, année très sèche, avec une ouverture le 6 juin 2011.

## Conséquences

### Incendies

#### Bilan national
Selon le Système européen d'information sur les feux de forêt (Effis), qui s'appuie sur les données satellitaires du programme Copernicus, plus de 62 000 hectares de végétation ont été brûlés en France entre le début de l'année 2022 et le 21 août, dont 27 000 rien qu'en Gironde. Neuf mégafeux, des incendies de plus de 1 000 hectares, ont sévi en France en 2022, touchant majoritairement des forêts de conifères,,.
La surface brûlée (62 075 ha) est 40 % supérieure à celle de 2019 (43 602), la deuxième année la plus touchée de l'histoire récente et plus de six fois supérieure à la moyenne de la période 2008-2021 et 7,4 fois supérieur à la moyenne annuelle de la période 2006-2021.

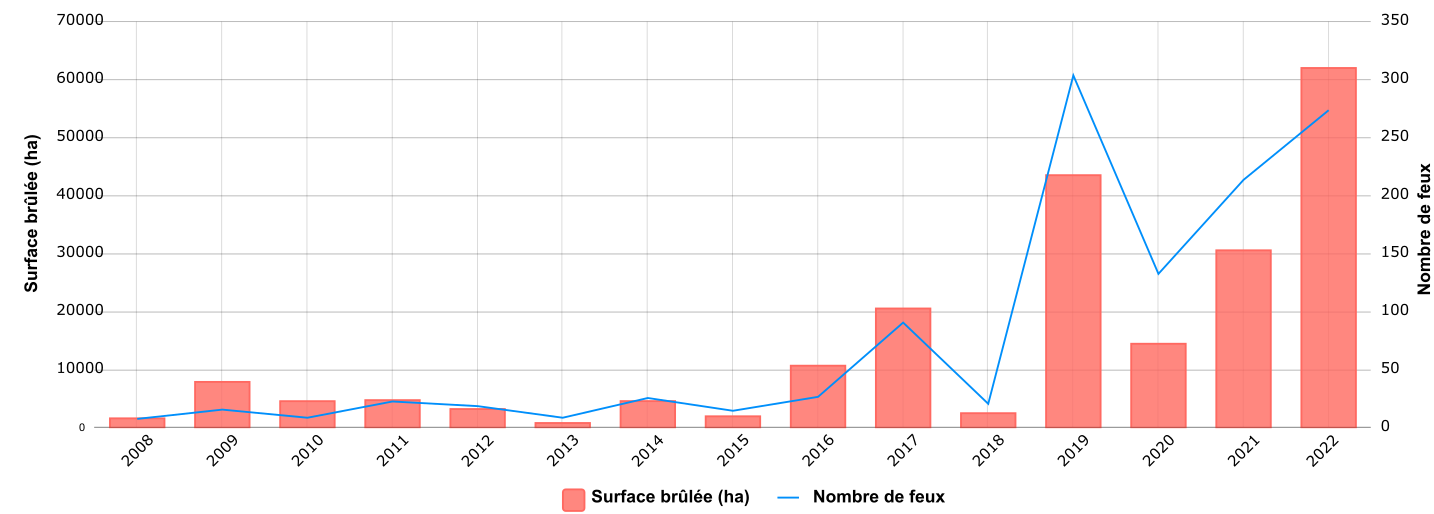
Surface brûlée et nombre d'incendies de forêts par an en France sur la période 2008-2022.
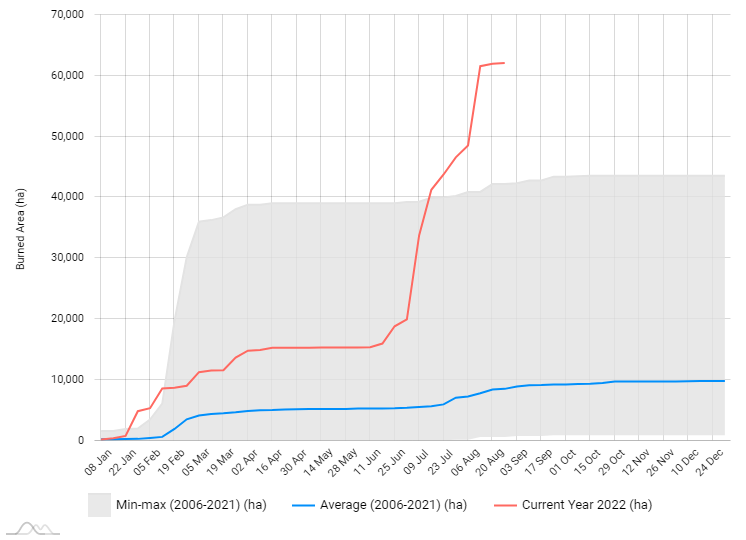
Évolution hebdomadaire de la surface brûlée en 2022 en comparaison de la moyenne 2006-2021.

Quatorze département ont plus de 1 000 hectares de leur territoire brûlés par des incendies de plus de 30 hectares. Le tableau suivant présente les surfaces brûlées de ces départements en comparaison de la moyenne de surface brûlées sur la période 2008-2021. La Gironde et les Pyrénées-Atlantiques sont les deux départements les plus touchés. Le Maine-et-Loire présente la particularité de n'avoir eu aucun feu de forêt sur la période 2008-2021 et 1 782 ha brûlés en 2022.
| Département             | Surface brulée (en ha) | Surface brulée (en ha) |
| Département             | Moyenne 2008-2021      | 2022                   |
| ----------------------- | ---------------------- | ---------------------- |
| Gironde                 | 216                    | 26 686                 |
| Pyrénées-Atlantiques    | 4 427                  | 10 025                 |
| Var                     | 890                    | 2 928                  |
| Finistère               | 14                     | 1 936                  |
| Ardèche                 | 62                     | 1 887                  |
| Maine-et-Loire          | 0                      | 1 782                  |
| Pyrénées-Orientales     | 226                    | 1 628                  |
| Bouches-du-Rhône        | 97                     | 1 542                  |
| Alpes-de-Haute-Provence | 18                     | 1 531                  |
| Aveyron                 | 23                     | 1 406                  |
| Lozère                  | 112                    | 1 317                  |
| Gard                    | 88                     | 1 246                  |
| Hérault                 | 97                     | 1 125                  |
| Morbihan                | 14                     | 1 074                  |
| Total                   | 6 284                  | 56 113                 |

Il convient toutefois de préciser que le Système européen d'information sur les feux de forêt (Effis) est un service du programme Copernicus (programme européen d'observation de la Terre) qui enregistre les surfaces brûlées en Europe, en Afrique du Nord et au Moyen-Orient à l’aide de satellites par traitement automatique des images sans « expertise », c’est-à-dire sans confirmation sur le terrain. Ainsi des feux « contrôlés » sont également comptabilisés et viennent fausser les décomptes : par exemple les écobuages (ou feux pastoraux), brûlages organisés pour défricher des pâtures d’estives, très nombreux en hiver dans les Pyrénées-Atlantiques notamment, sont comptabilisés au même titre que les incendies criminels ou accidentels. La différence entre les estimations de l'Effis et les chiffres donnés apr les autorités sur place peuvent être très différents, comme dans le Jura, où 886 hectares ont brûlé selon l'Effis, mais plus de 1 200 hectares selon les autorités. Parallèlement à l'Effis, la Base de données des incendies de forêt (BDIFF) répertorie aussi les incendies survenus sur le territoire national depuis 2006. La comparaison des deux bases montre que la valeur totale des surfaces incendiées est jusqu'à trois fois plus grande avec les données mesurées par les satellites européens qu’avec celles signalées par les acteurs de terrain dans la base nationale. Les données 2022 de la base nationale ne seront connues qu’au printemps 2023.

#### Gironde

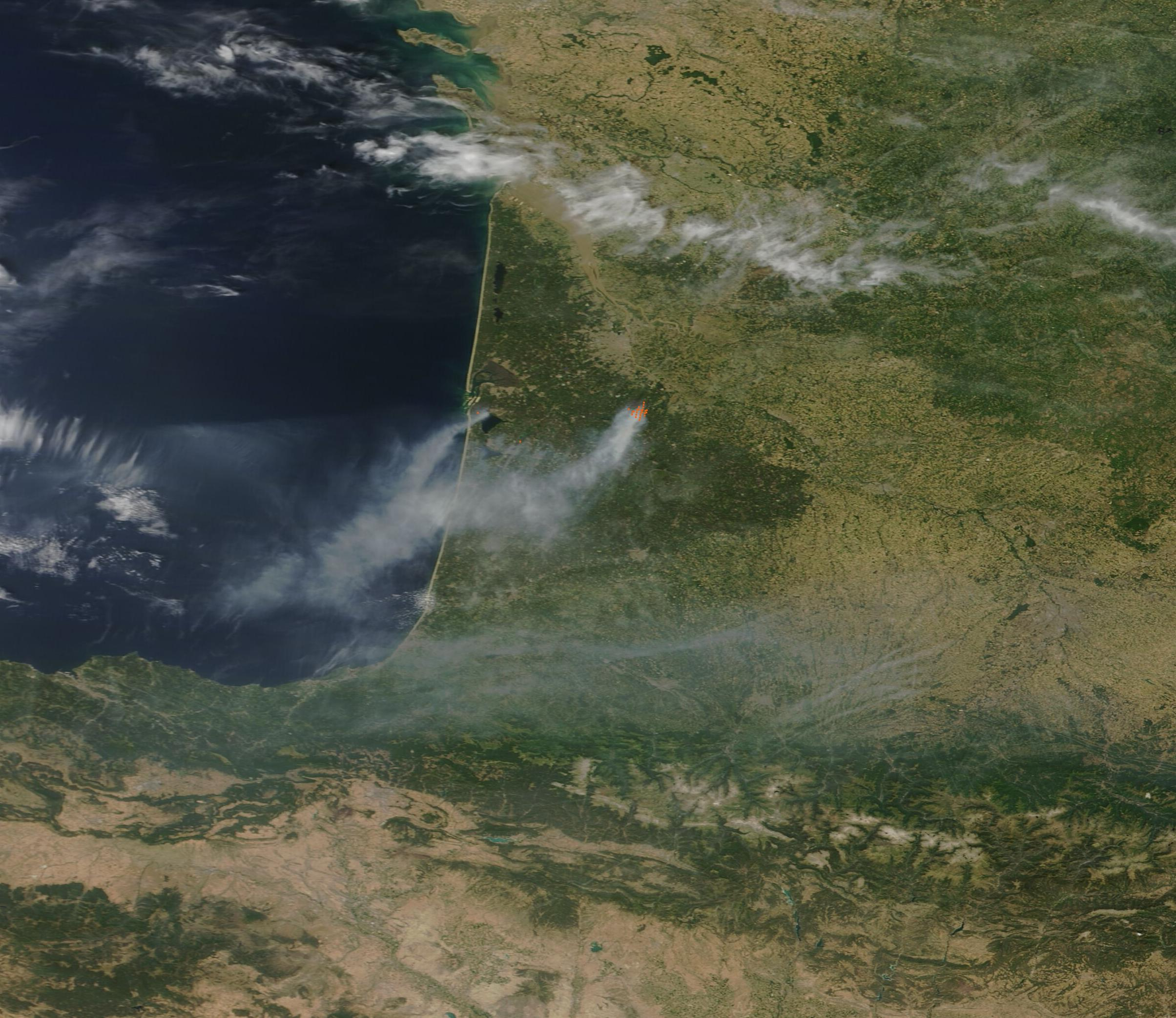
Image satellite des feux de Gironde (15 juillet 2022.

Deux incendies distincts se déclenchent le 12 juillet 2022 dans la forêt des Landes, dans le département de la Gironde, l'un dans la forêt usagère de La Teste-de-Buch et l'autre près de Landiras. Ces feux hors normes ont provoqué l'évacuation de 36 750 habitants et ravagé 20 800 hectares de forêt de pins durant près de deux semaines avant que les nombreux moyens déployés ne parviennent à fixer celui de La Teste-de-Buch qu'au bout de 11 jours, le 23 juillet, celui de Landiras étant totalement passé sous contrôle le surlendemain, le 25 juillet.
L'incendie à La Teste-de-Buch parcourt près de 7000 hectares de forêt en juillet et est déclaré "éteint" le 25 août par la préfecture de Gironde. Le 9 août, une reprise de l'incendie de Landiras autour de Saint-Magne (situé près d'Hostens) provoque la destruction de 7 400 nouveaux hectares et l'évacuation de plusieurs milliers d'habitants,.

### Autres conséquences sur la végétation

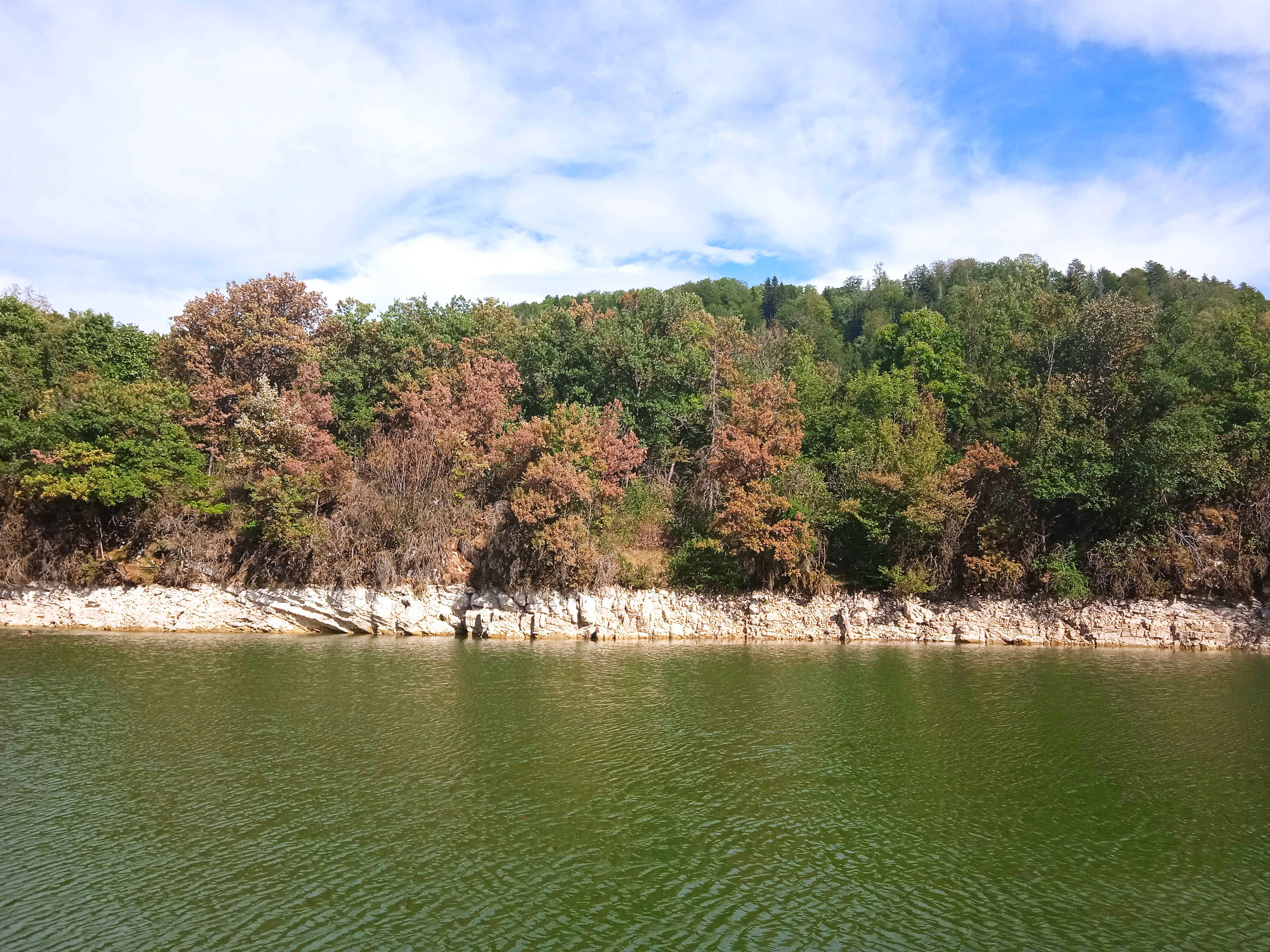
Arbres desséchés pendant la sécheresse de 2022 en Europe à Ravilloles (Jura, France)

Outre les feux de forêt très nombreux, la végétation subit fortement la sécheresse, avec un dessèchement de nombreux végétaux, notamment sur les sols calcaires. Le sud-est de la France, qui est déjà souvent touché par ces phénomènes, l'est encore plus pendant la sécheresse, mais d'autres endroits très exposés à cette sécheresse comme les Vosges, le Jura ou le nord de la France subissent aussi un dessèchement important de la végétation, comme en témoigne la photo ci-contre.
Ce phénomène est d'autant plus important que cette sécheresse s'accompagne de fortes chaleurs, favorisant l'évapotranspiration, et diminuant ainsi l'humidité disponible dans l'air.

### Assèchement des cours d'eau

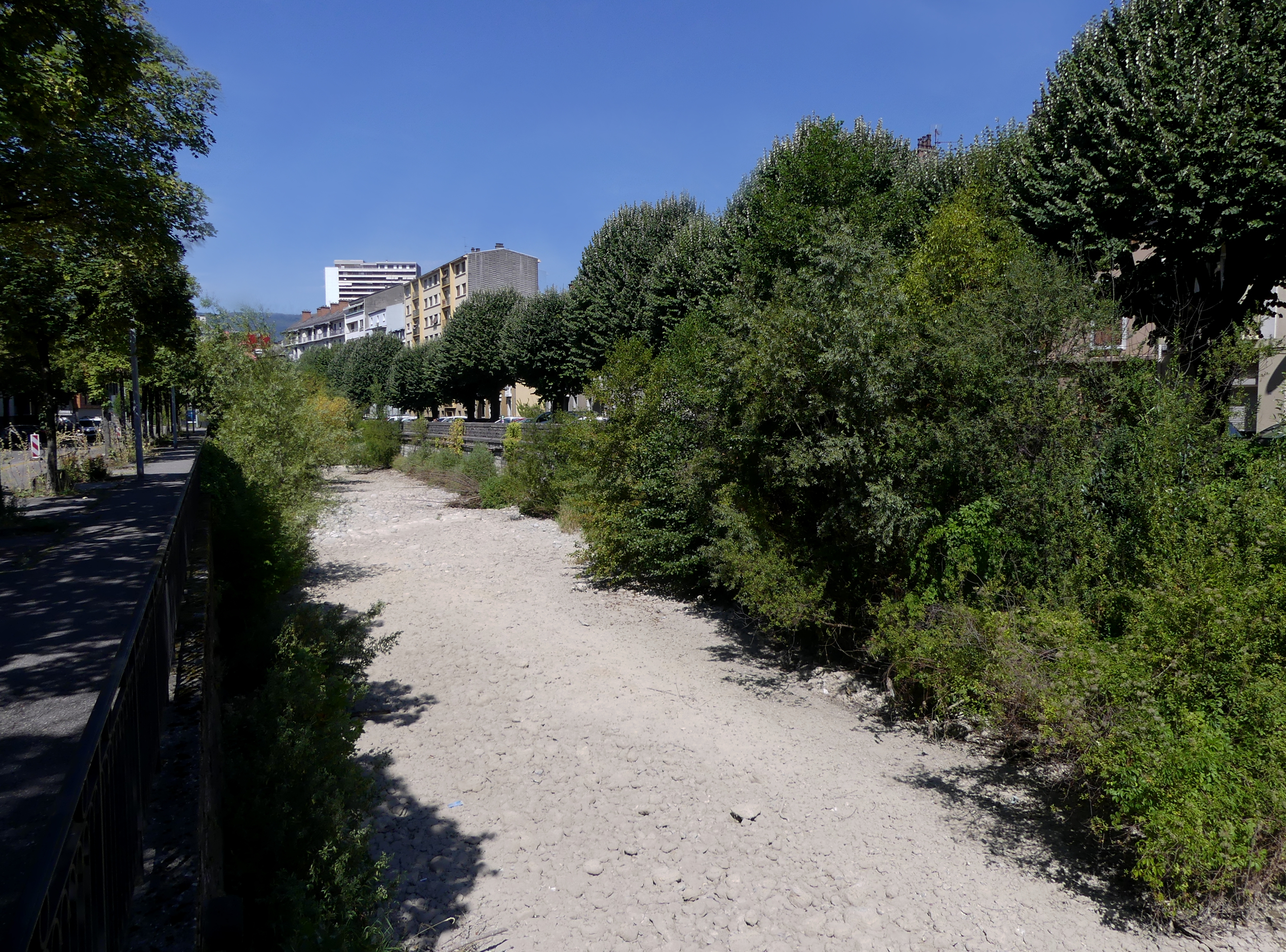
La Leysse à l'entrée de Chambéry le 28 juillet 2022.

L’observatoire national des étiages (Onde), mis en place en 2012, permet de suivre l'évolution des étiages des cours d'eau et notamment des assecs, cas le plus extrême de l'étiage où il n’y a plus d’eau qui s’écoule et le lit de la rivière est asséché. Au mois de juillet, 30 % des cours d’eau sont en assecs.

### Agriculture
La sécheresse a un impact direct sur l’agriculture, notamment sur les rendements agricoles et la qualité de la production. Les interdictions de prélèvement décidées par les différentes préfectures en lien avec certaines situations de crise viennent encore aggraver ces difficultés.
Il en résulte diverses tensions. Ainsi le 10 août des agriculteurs irrigants manifestent devant la préfecture, à Périgueux, pour protester contre l’interdiction des prélèvements dans la rivière de l’Auvézère, dans le nord-est du département, faute de débit. Dans le Lot-et-Garonne, le patron de la Coordination rurale s’attend à ce que les prélèvements dans la Garonne soient drastiquement restreints d’ici au 15 août et proteste. De même pour les agriculteurs riverains de la Loire et de l’Allier qui doivent arrêter toute irrigation agricole dès que l’axe Loire est déclaré en crise. Cette décision est prise par le préfet lorsque le débit à Gien, dans le Loiret, franchit à la baisse le seuil de 43 mètres cubes par seconde. Ce seuil est franchi le 14 août. Certaines associations d’irrigants déclarent être bien conscients que « l’alimentation des populations en eau potable est prioritaire mais pour l’agriculture, c’est une catastrophe. Le maïs et beaucoup de cultures maraîchères n’étant pas encore arrivés à la fin de leur cycle végétatif, ils ont encore besoin d’eau », or la crise pourrait durer jusqu’aux pluies de l’automne.
Un bilan provisoire est établi le 22 août 2022 lors de la troisième réunion du comité de suivi de la situation de sécheresse dans le monde agricole, présidé par Marc Fesneau, ministre de l’Agriculture et de la souveraineté alimentaire, et Bérangère Couillard, secrétaire d’État chargée de l'Écologie auprès du ministre de la Transition écologique et de la Cohésion des territoires :
- Pour les fruits et légumes, un recul des productions est observé. Malgré une précocité prononcée, certains voient leurs potentiels de production freiner. Certaines productions souffrent également d’une altération de leur qualité visuelle et gustative (comme les concombres, les courgettes, les melons …). En revanche, sur quelques productions, les premières tendances de récolte se veulent encourageantes après une année marquée par le gel : pomme (dans la moyenne 2017-2021), pêche (+17 % par rapport à la moyenne sur 5 ans), abricot (+16 % par rapport à la moyenne sur 5 ans). La production viticole se situerait en 2022 entre 42,6 et 45,6 Mhl, un niveau proche de la moyenne quinquennale (44,2 Mhl).
- Pour les grandes cultures, les conditions climatiques exceptionnelles ont conduit à une disparité inédite des rendements. La qualité de la récolte française 2022 permettra néanmoins de répondre aux attentes des marchés. Pour le maïs grain (destiné à l’alimentation animale), une baisse de 18 % est toutefois constatée en août, comparé à 2021. Les prairies permanentes affichent une chute de 21 % pour la production d'herbe, ce qui aura des répercussions importantes pour les éleveurs, déjà contraints de prélever dans leur stock de fourrage de l’hiver[73].

Pour soutenir le monde agricole, plusieurs leviers à court terme sont énoncés par le gouvernement lors du comité du 22 août 2022: mobilisation rapide du régime de calamité agricole pour les cultures éligibles, renforcement des avances financières versées dans le cadre de la Politique agricole commune, activation de divers dispositifs de droit commun comme le report des cotisations sociales et l’exonération des taxes sur le foncier non-bâti,.

## Questions soulevées
En plein été marqué par les conséquences en cascade du dérèglement climatique dont la sécheresse et les feux de forêt sont des conséquences, plusieurs polémiques surgissent dans les médias.

### Jets privés
Julien Bayou, secrétaire national d'Europe Écologie Les Verts, déclenche une première polémique en annonçant le 19 août dans le journal Libération qu’il veut déposer une proposition de loi à l’automne pour interdire les jets privés, portée par d’autres députés de la Nupes, mais également du MoDem pour « bannir les jets privés », en justifiant : « C’est la mesure qui pénalise le moins de monde pour l’impact le plus grand et le plus immédiat en faveur du climat. ». Clément Beaune, ministre délégué chargé des transports, répond auprès du Parisien le 20 août qu’il se dit favorable à une « régulation » des vols en jets privés. La polémique rebondit de plus belle le 5 septembre. Interrogé en conférence de presse sur l'usage abusif des jets privés pour leurs déplacements, l'entraîneur du PSG explique que le club réfléchissait à se déplacer « en char à voile » à l'avenir, suivi de Kylian Mbappé qui, interrogé sur le même sujet, répond « Moi, je ne pense rien ». Ces propos, que l’entraîneur tentera ultérieurement de relativiser en évoquant « une blague de mauvais goût », entraînent de multiples réactions indignées tant de la classe politique que des médias,.
En fait le sujet des jets privés avait déjà été mis en lumière sur les réseaux sociaux et sur différents sites qui suivent et évaluent l'empreinte carbone des jets privés de certaines sociétés ou personnalités. Basé sur des données officielles et le crowdsourcing de milliers de récepteurs autour de la planète, les sites www.flightradar24.com ou www.adsbexchange.com affichent en effet les trajets en jets privés des célébrités et milliardaires. De même plusieurs comptes Twitter visent le même objectif comme le compte @ElonJet, qui répercute sur Twitter tous les déplacements de l’avion appartenant à Elon Musk. Son fondateur, le jeune développeur américain Jack Sweeney, a créé de nombreux comptes similaires permettant, entre autres, de suivre les déplacements de Mark Zuckerberg, de l’Etat russe, et d’un ensemble de milliardaires et de célébrités. D’autres internautes ont lancé leurs propres comptes, à l’image de @i_fly_Bernard (60 000 abonnés sur Twitter) et @laviondebernard (75 000 abonnés sur Instagram et 31 000 sur Twitter). Ainsi, selon le compte Twitter @i_fly_Bernard, au mois de juillet, les six jets privés de grands groupes français (Bouygues, Bolloré, Artémis, JCDecaux et Arnault) auraient effectué cinquante-trois vols et émis 520 tonnes de CO2, soit l’équivalent des émissions d’un Français moyen pendant cinquante-deux années.
Le secteur aérien est responsable de 2 à 3 % des émissions mondiales de CO2 mais, selon un rapport de Transport & Environment publié en mai, les vols privés ont une empreinte carbone par passager de cinq à quatorze fois supérieure aux vols commerciaux et cinquante fois supérieure au train. Un aller simple Paris-Nice en jet privé, c’est environ deux tonnes de CO2, soit le budget carbone annuel cible d’un Français pour 2050,. Les uns s’insurgent contre les diktats des Verts, les autres alertent sur l’urgence climatique et l'irresponsabilité de certains, le changement de système imposé par la transition écologique étant impossible sans justice sociale. Tous les secteurs doivent réduire leurs émissions, en même temps, et sans exception.

### Piscines
Peu après la polémique sur les jets privés, Julien Bayou, secrétaire national d'Europe Écologie Les Verts, déclenche une nouvelle polémique en disant qu’il n'est pas opposé à une éventuelle interdiction des piscines privées pour faire face au dérèglement climatique, même s’il nuance ensuite son propos en précisant que « l’enjeu ce n’est pas d’interdire les piscines, c’est de garantir nos besoins vitaux en eau ».
La fédération des professionnels de la piscine et du spa apporte une réponse en relativisant l’impact des piscines sur les volumes d’eau disponibles, estimant que la consommation moyenne d’une piscine en eau est de 15 m3 par an. Rapportée au parc de 3,2 millions de piscines privées en 2021 cela représente 0,12 % de la consommation nationale, dont 0,02 % pour le remplissage des nouveaux bassins. Cette estimation inclut aussi la vidange d’un tiers du bassin au moment de l’hivernage, le contre lavage des filtres et l’eau utilisée pour compenser l’évaporation. Même si ces chiffres sont à relativiser car ils ne prennent pas en compte l’eau consommée lors des vidanges réalisées pour renouveler l'eau du bassin, nettoyer le fond ou effectuer des travaux, la surconsommation réelle des piscines privées en France est difficile à évaluer du fait que la consommation moyenne d’eau d’un ménage (123 m3 par an en 2017) présente de fortes variabilités entre régions et qu'il est difficile d'imputer ces surconsommations régionales à des surconsommations liées aux piscines. En tout état de cause, divers experts, comme le chef du service eau à l'Office français de la biodiversité (OFB), estiment que la remise en eau des piscines n’est pas un sujet par rapport à la consommation globale. A contrario divers autres, comme le coordinateur du réseau eau à France Nature Environnement, considèrent que « le débat ne peut pas uniquement se concentrer sur le volume d’eau consommée, mais aussi sur l’utilité » et qu'« en période de crise chaque mètre cube compte ».

### Irrigation agricole: question des méga-bassines
Plusieurs milliers de personnes manifestent, fin mars 2022, dans les Deux-Sèvres contre la construction de seize immenses réserves d’eau, dites mégabassines, destinées à irriguer les champs en période de sécheresse. Le projet date d’une dizaine d’années mais n’arrive à terme que maintenant après une longue procédure judiciaire. Une première bassine a été construite en 2021 dans la commune de Mauzé-sur-le-Mignon, provoquant déjà des manifestations. Ces réserves d’eau agricoles qui, pour certaines, atteignent la taille de quinze terrains de football, stockent l’eau prélevée dans les nappes phréatiques et les rivières. Leur coût est estimé à 40 millions d’euros, dont 70 % sont financés par l’argent public. Les opposants au projet dénoncent en particulier le risque d’évaporation des eaux, une fois en surface, et donc l’abaissement des nappes phréatiques, ainsi que la perte de qualité en raison de la multiplication des microorganismes due à la stagnation. Pour les tenants du projet ainsi que pour l’Etat, la construction de ces retenues est une urgence absolue pour l’agriculture dans le contexte du réchauffement climatique et réglementation existante, déjà très stricte, répond aux questions environnementales et sera respectée.

## Évolution de la politique climatique de la France

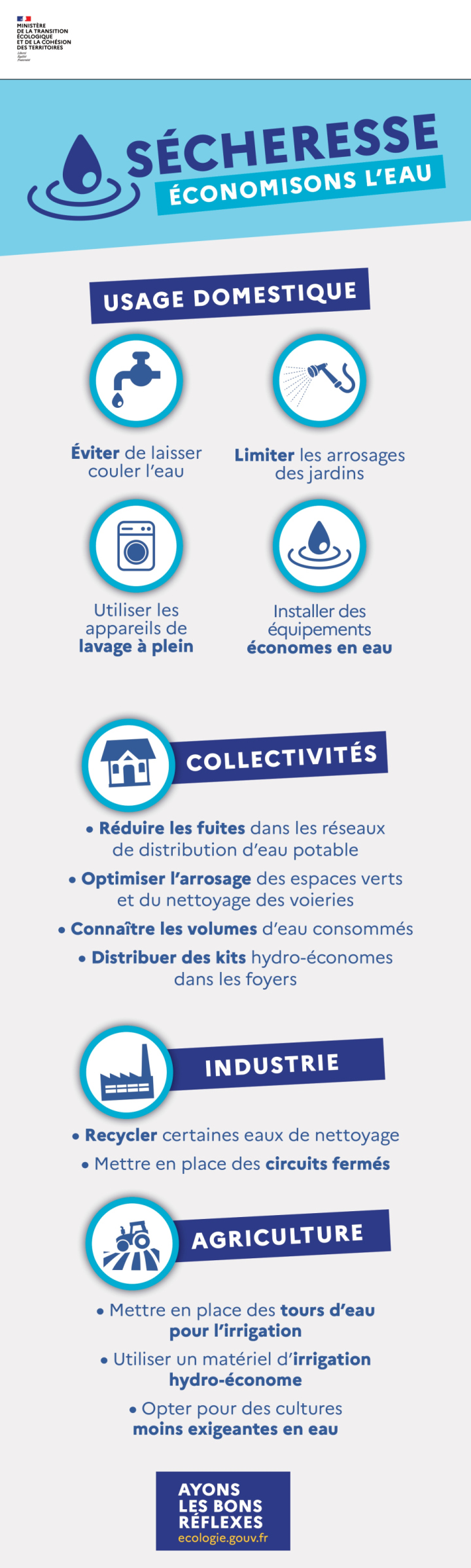
Infographie réalisée par le ministère de la transition écologique et de la cohésion des territoires pour expliquer les principaux moyens d'économiser l'eau.

### Gestion quantitative de l’eau
Les conclusions du Varenne agricole de l’eau et de l’adaptation au changement climatique, une concertation avec tous les acteurs concernés lancée le 28 mai 2021, sont présentées le 1er février 2022 et donnent lieu ce même jour à la signature d’une charte par une trentaine de représentants agricoles. Dans la continuité, un décret relatif à la gestion quantitative de la ressource en dehors de la période de basses eaux est publié fin juillet 2022. S'il est salué par le monde agricole, certaines associations et collectivités se prononcent contre les évolutions apportées. Ce texte fait évoluer les conditions de prélèvements en dehors de la période de basses eaux : il introduit notamment la possibilité de définir « des volumes pouvant être disponibles pour les usages anthropiques » et renforce le rôle du préfet pour leur évaluation, ce qui satisfait les représentants du monde agricole. A l’opposé l'association France Nature Environnement (FNE) et la Fédération nationale des collectivités concédantes et régies (FNCCR) considèrent que ces modifications remettent en cause les équilibres du cadre établi avec le décret du 24 juin 2021, et craignent une multiplication de stockages en dehors d'une logique de substitution, laquelle a été la ligne de conduite de la politique de rééquilibrage des prélèvements.

#### Observatoires
- Le site Propluvia contient une carte des restrictions en cours dans les départements et donne accès aux arrêtés préfectoraux correspondants : Propluvia
- Le site Onde présente les données de l’observatoire national des étiages basées sur les observations visuelles des écoulements des cours d’eau : site Onde
- Le portail ADES rassemble les données quantitatives et qualitatives relatives aux eaux souterraines : portail ADES
- Le site Info-sécheresse est un site privé développé par la société ImaGeau, une société du Groupe Saur dont l’activité est dédiée à la problématique, agrégeant un grand nombre de données publiques dans le domaine de l'eau et produisant des indicateurs permettant de qualifier l'état de sécheresse par zone hydrologique, département ou au niveau national : site Info-sécheresse
- Le bulletin de situation hydrographique (BSH) est composé de cartes sur l’évolution mensuelle des ressources en eau. Il décrit la situation quantitative des milieux aquatiques et informe sur les arrêtés préfectoraux limitant les usages de l’eau : Bulletins de situation hydrologique
- Atlas cartographique des zones humides - Réseau Partenarial des Données sur les Zones Humides.